# Ludwinów (gmina Leśna Podlaska)
Ludwinów – wieś w Polsce położona w województwie lubelskim, w powiecie bialskim, w gminie Leśna Podlaska. 
| SIMC    | Nazwa     | Rodzaj  |
| ------- | --------- | ------- |
| 1022156 | Przesmyki | kolonia |

W latach 1975–1998 miejscowość należała administracyjnie do województwa bialskopodlaskiego.
Wieś jest sołectwem w gminie Leśna Podlaska. Według Narodowego Spisu Powszechnego z roku 2011 wieś liczyła 131 mieszkańców.
Pierwotnie wieś znajdowała się w obrębie Worgul, od XV wieku własność Nasutów w składzie dóbr bialskich, następnie Zabrzezińskich, Klińczów i od 1579 roku do początku XIX wieku Radziwiłłów. W 1522 roku w Ludwinowie wzmiankowany był folwark. W I poł. XIX wieku we wsi wzniesiono dwór w stylu klasycystycznym. W 1881 roku dobra kupił Piotr Szeliski. W posiadaniu jego rodziny znajdowały się do 1944 roku. Dwór został zniszczony po II wojnie światowej i zrekonstruowany w latach 1988–1991.
Ochroną prawną objęty jest las "Krówka" oraz pomniki przyrody - lipy drobnolistne i jesiony, w tym aleja lipowa.
Wierni Kościoła rzymskokatolickiego należą do parafii Narodzenia NMP i św. Apostołów Piotra i Pawła w Leśnej Podlaskiej.